# Santi Giovanni e Paolo (Venetië)

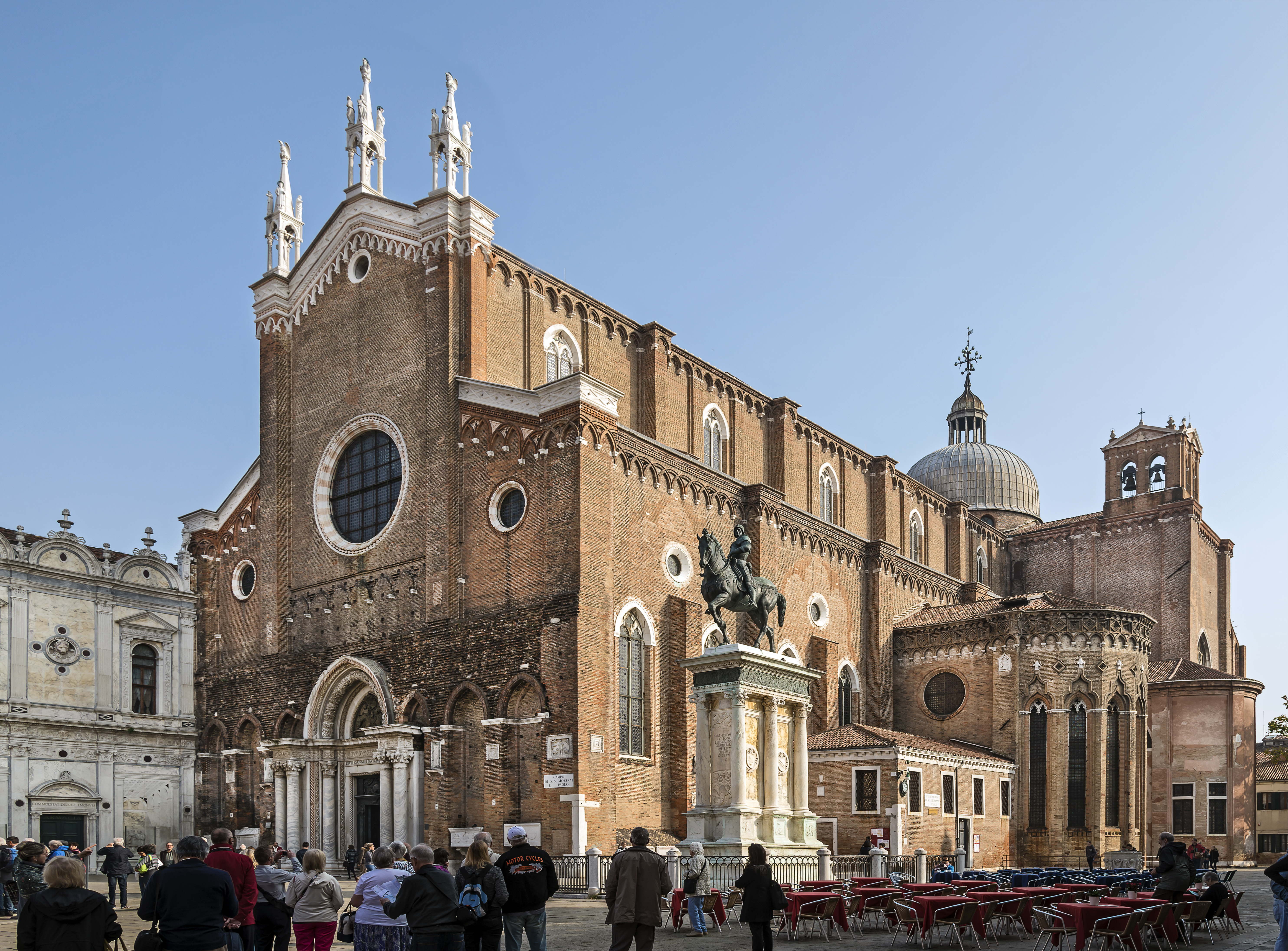
De kerk met ervoor het ruiterstandbeeld van Bartolomeo Colleoni

Basilica dei SS. Giovanni e Paolo, in het Venetiaans San Zanipolo, is een basiliek in de sestiere Castello van de Italiaanse stad Venetië, gewijd aan de martelaren Johannes en Paulus. Het is de grootste kerk van de stad en ook de plaats waar vanaf de 15e eeuw de doges werden begraven.
De constructie begon in 1246 door de dominicanen, die de beschikking hadden gekregen over het kerkje San Daniele en omgeving. Het huidige bouwwerk is een gotische kruiskerk begonnen in 1333. Ze werd in 1390 voltooid maar pas in 1490 ingewijd. Tot de 19e eeuw was de kerk deel van het dominicanenklooster.
In deze kerk liggen 25 van de dogen van Venetië begraven. Het is een soort pantheon waar ook andere prominenten van de Republiek liggen, zoals de legeraanvoerder Pompeo Giustiniani, wiens grafmonument een houten ruiterbeeld bevat, gemaakt door Francesco Terilli ca. 1616-1620. Naast de grafmonumenten zijn er verschillende bezienswaardige kapellen, zoals de Cappella della Madonna delle Pace, de Cappella di San Dominico, de Cappella del Crociffisso en de Cappella della Maddalena. 
De kerk huisvest kunstwerken van Giovanni Bellini, een veelluik met de heilige Vincentius, Lorenzo Lotto, het altaarstuk De aalmoes van de heilige Antonius en de plafondschilderingen van Paolo Veronese in de Cappella del Rosario.
Belangrijke relikwieën zijn de voet van Catharina van Siena, het lichaam van Vincent Ferrer en de gestroopte huid van Marcantonio Bragadin, laatste kapitein-generaal van het Venetiaanse Cyprus

## Galerij

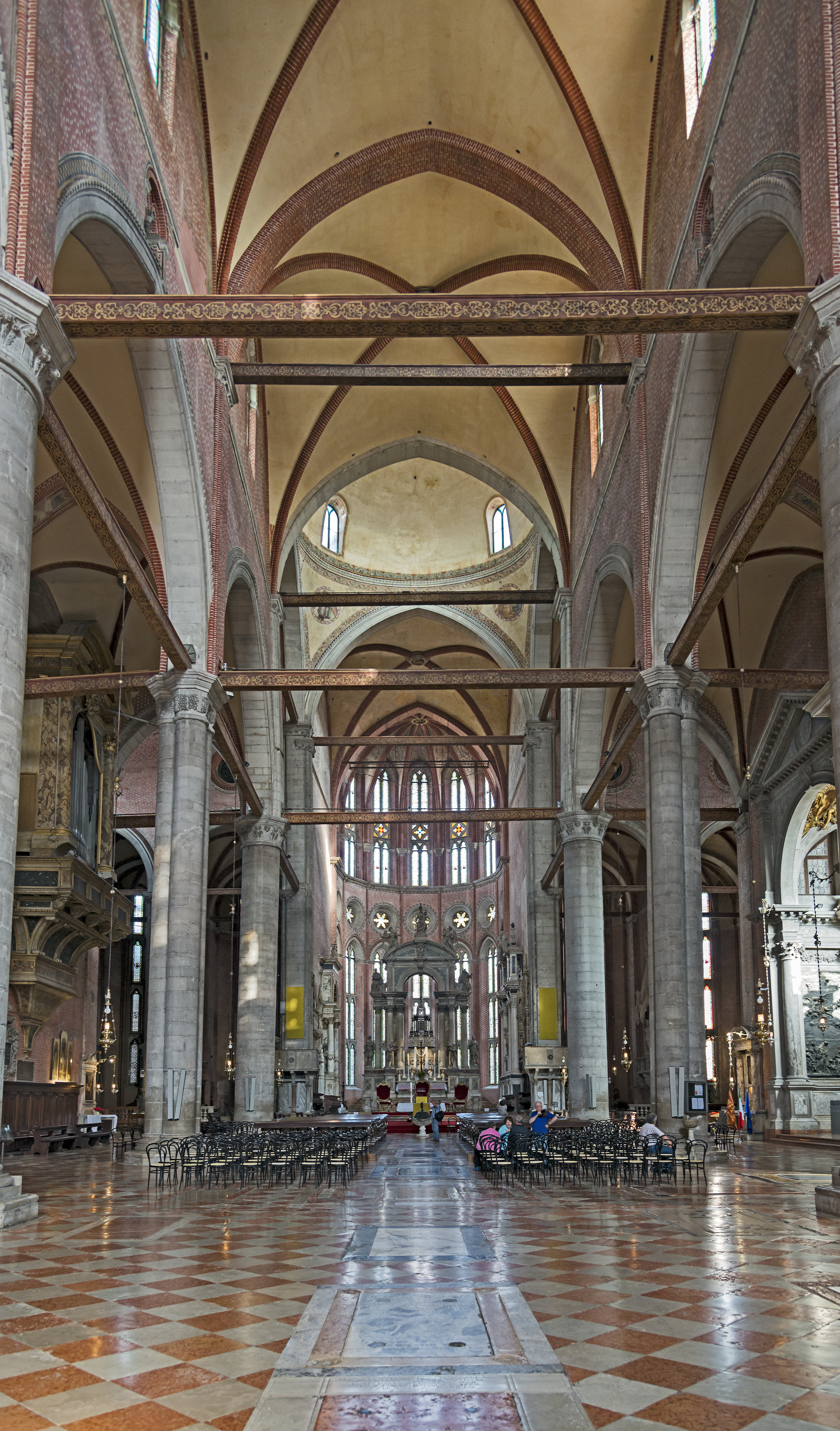
Interieur
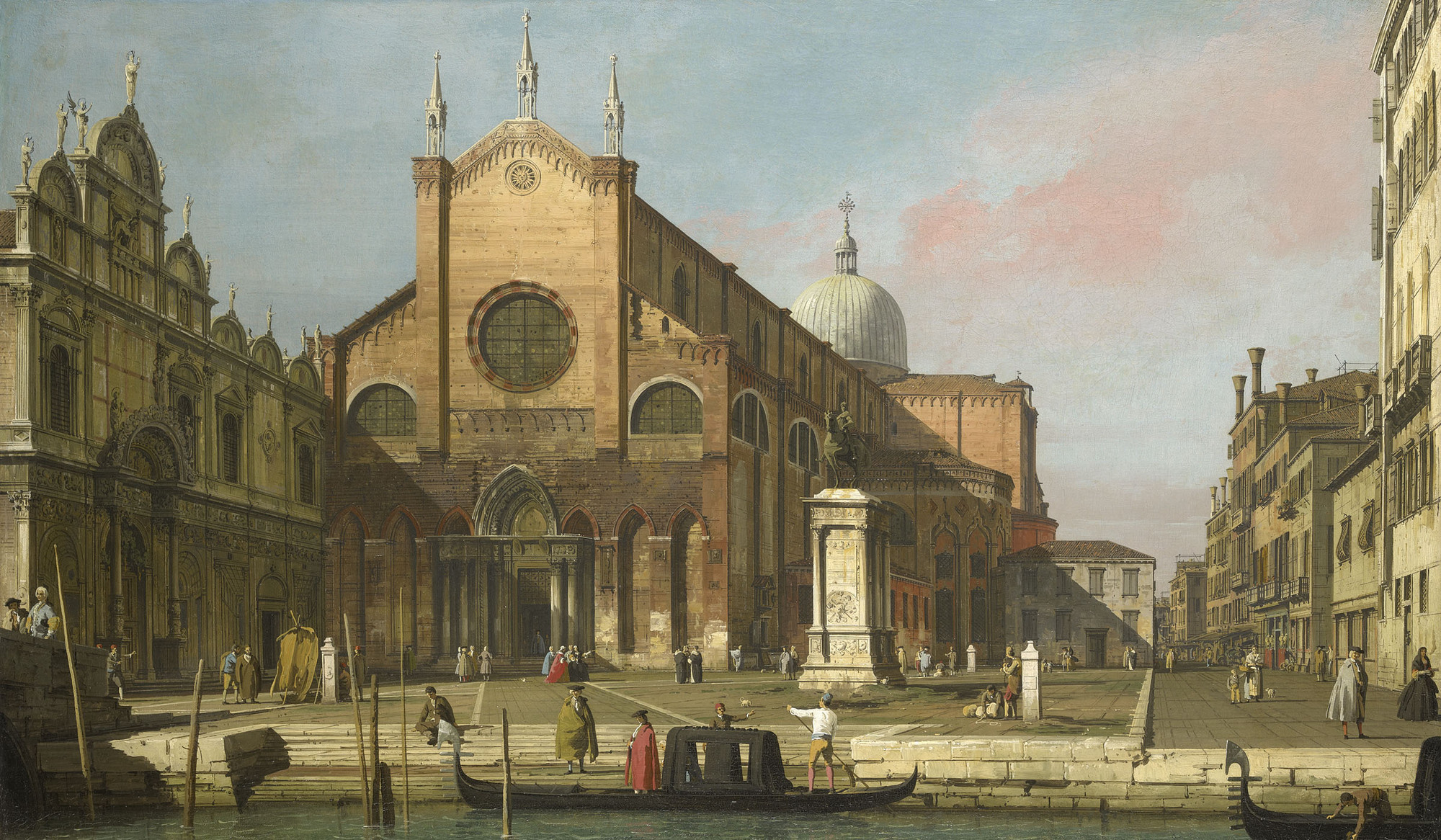
Canaletto, campo Santi Giovanni e Paolo, 1736-1740
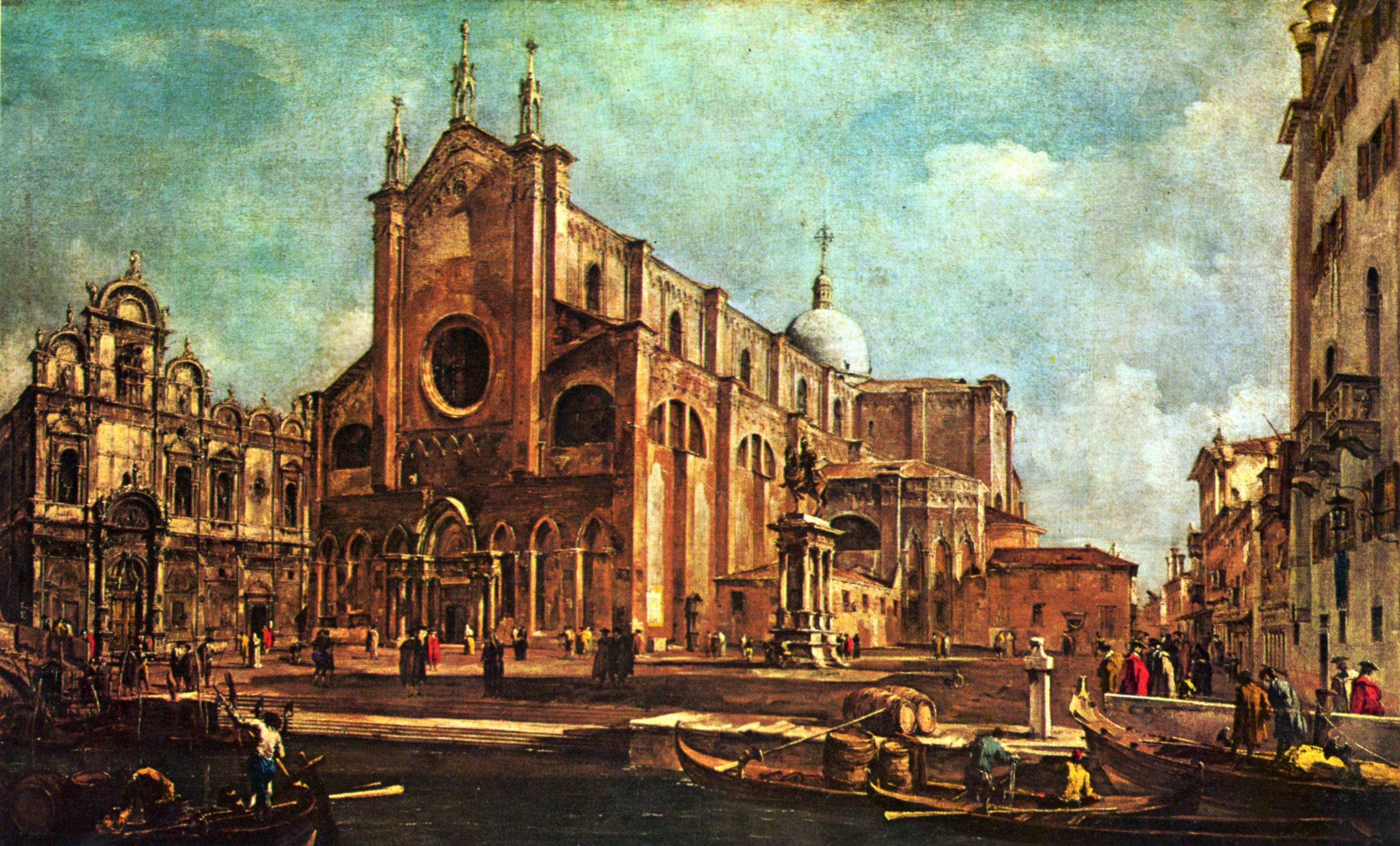
Francesco Guardi ca. 1760
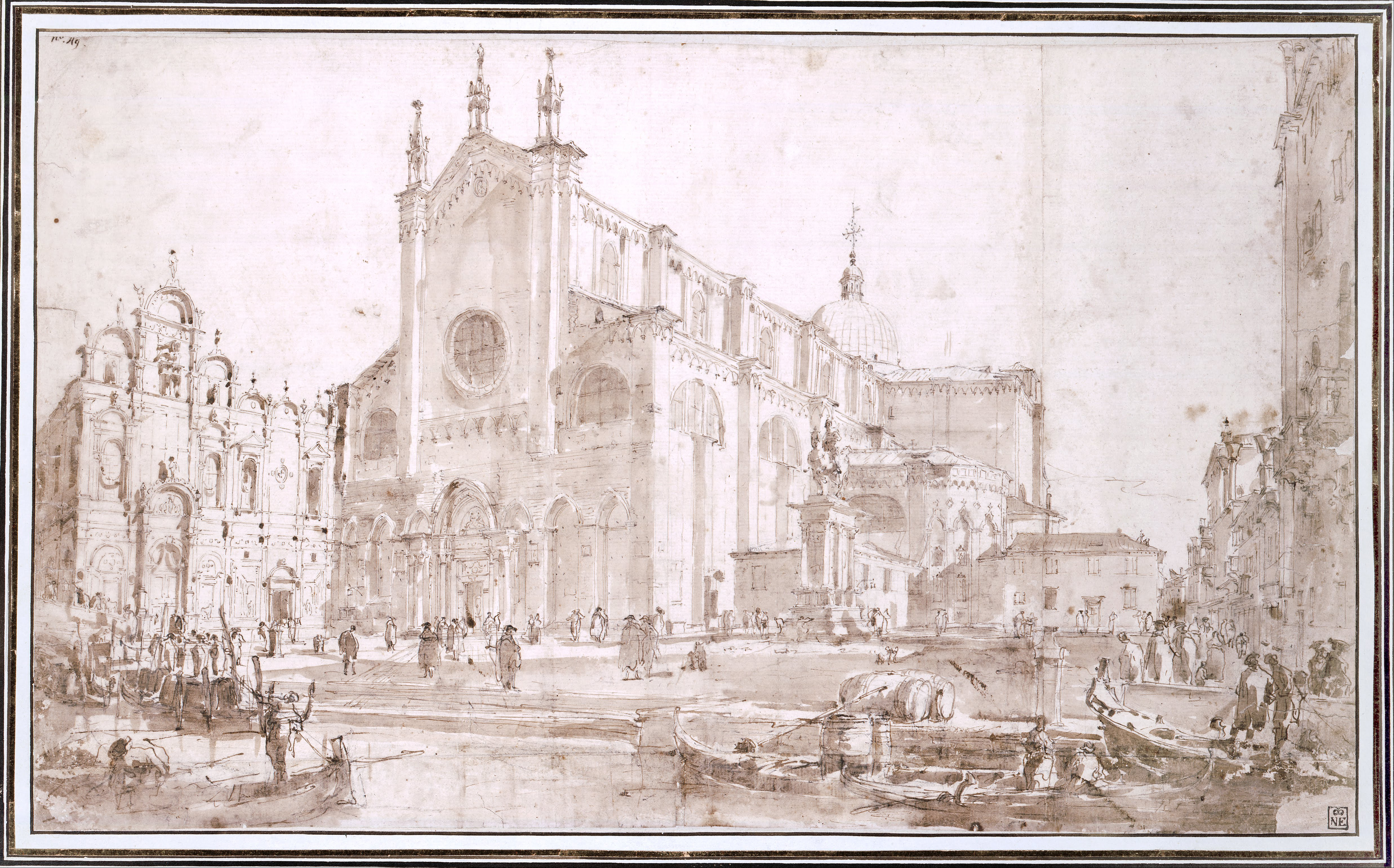
Francesco Guardi (1750 - 1759)

- Bibliothèque nationale de France: cb16645807p (data)
- Gemeinsame Normdatei: 4414327-8
- Library of Congress Control Number: n85061493
- Nationale Bibliotheek van Israël: 987007604177905171
- Nationale en Universitaire bibliotheek Zagreb: 000537567
- Système universitaire de documentation: 175308063
- Virtual International Authority File: 313032435